# Taufkirchen (Vils)

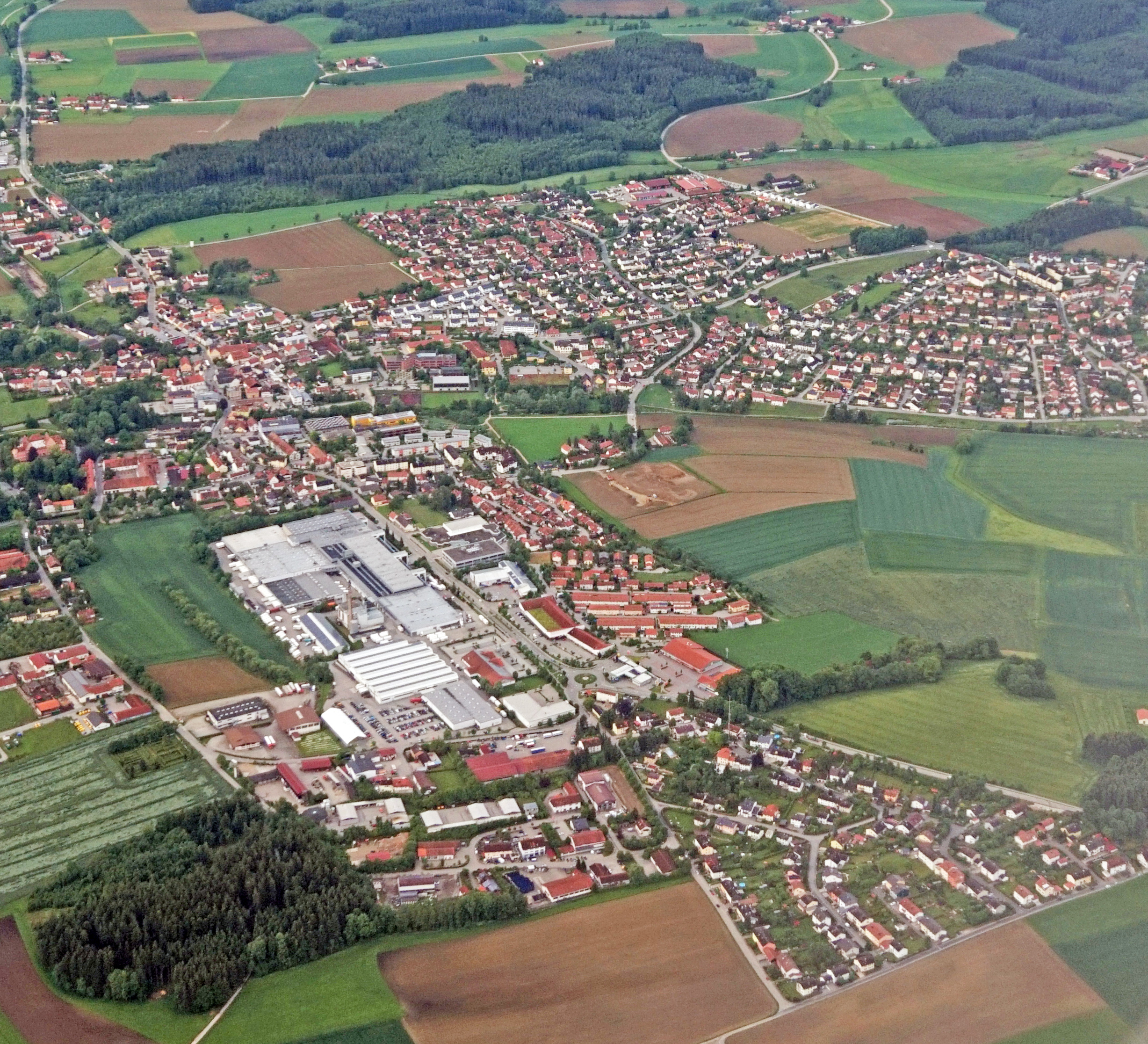
Luftbild Taufkirchen (Vils), Blick von Norden

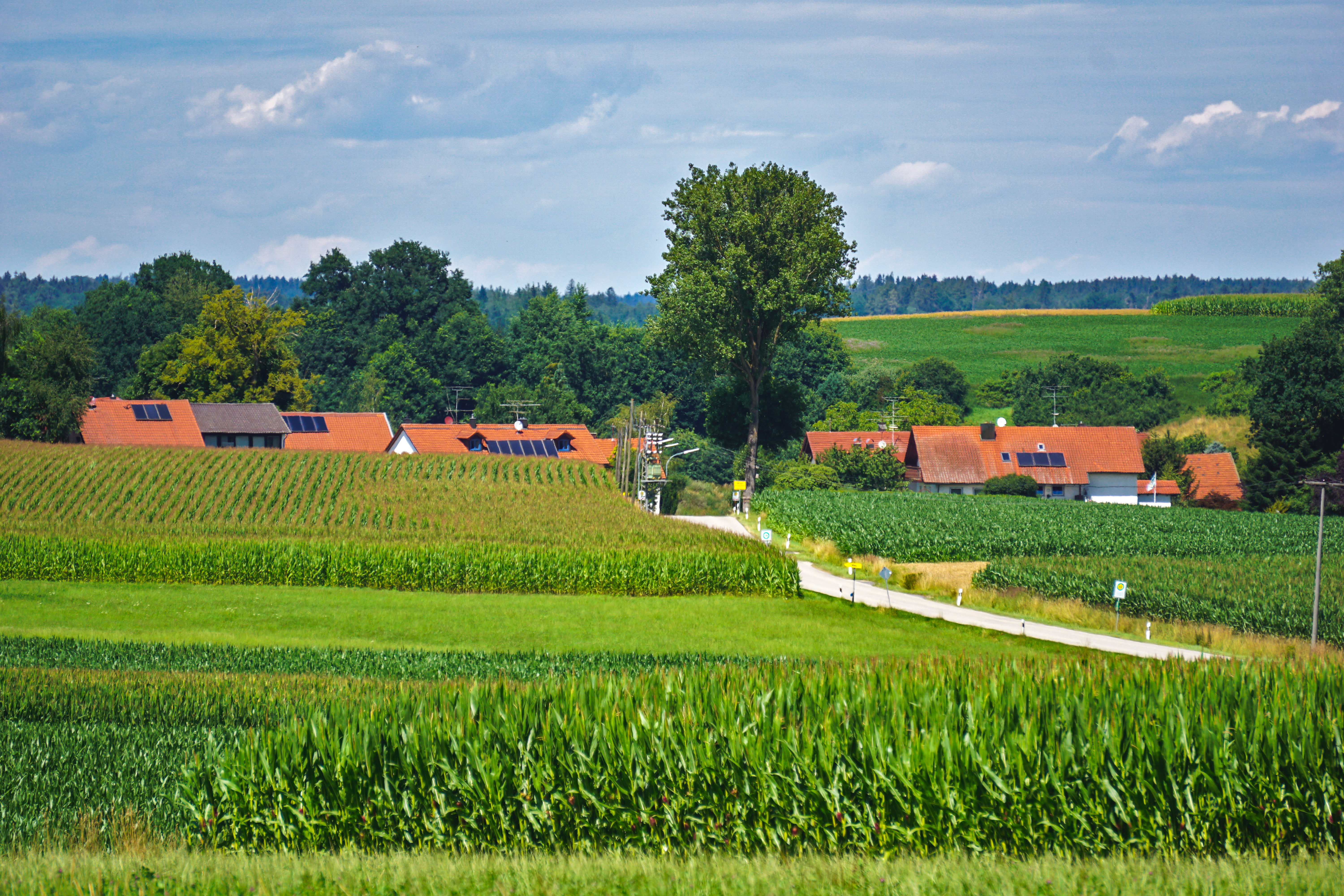
Ortsteil Winkl

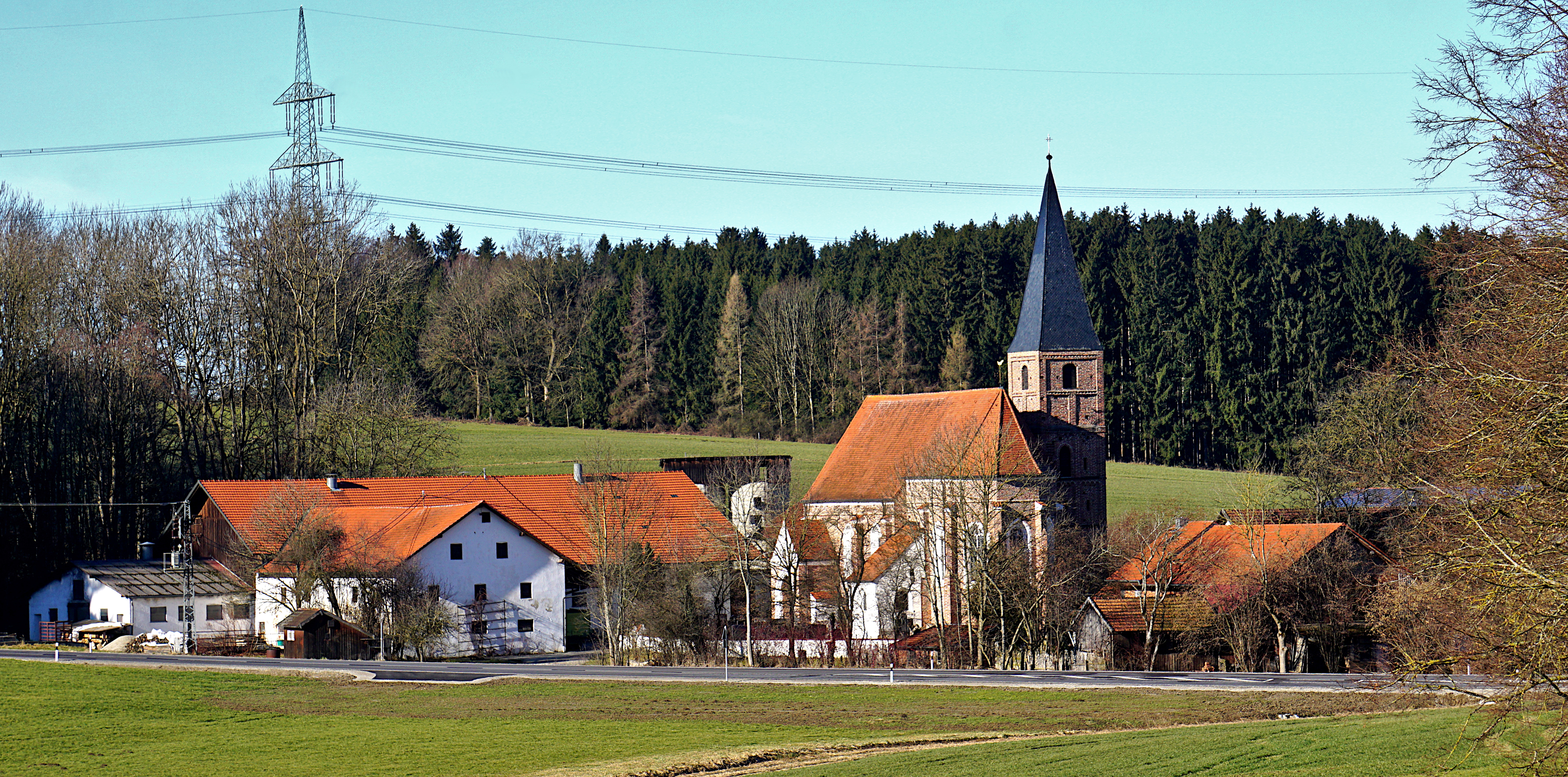
Ortsteil Johannrettenbach

Taufkirchen (Vils) ist eine Gemeinde im Landkreis Erding (Oberbayern), die im Osten an den niederbayerischen Landkreis Landshut grenzt und von der Vils durchzogen wird.
Taufkirchen ist nach Erding und Dorfen die drittgrößte Gemeinde im Landkreis Erding.

## Geografie

### Lage
Der Hauptort befindet sich am Schnittpunkt der Bundesstraße 15 und der Bundesstraße 388 und liegt etwa 22 km südlich von Landshut, 18 km östlich der Kreisstadt Erding, 9 km nördlich von Dorfen sowie 23 km südwestlich von Vilsbiburg. Zum Flughafen München sind es 30 km und in die Landeshauptstadt München rund 55 km.
Naturräumlich gehört die Gemeinde zum tertiären Isar-Inn-Hügelland; die Gemeinde liegt im Erdinger Holzland an der Großen Vils. Die Flussniederung der Vils hat eine Höhenlage zwischen 482 m ü. NHN bei Hörgersdorf und 453 m ü. NHN in den Mooswiesen bei Winkel.

### Gemeindegliederung
Es gibt 147 Gemeindeteile:
- Abholz
- Achatsberg
- Aham
- Aich
- Altbach
- Altmannstädt
- Angerskirchen
- Atting
- Babing
- Bach
- Bachreit
- Bartlmühle
- Baum
- Baureis
- Birka
- Birken
- Blainöd
- Blainthal
- Bogenstorf
- Brandhub
- Brandstätt
- Breitenweiher
- Brügelsöd
- Eitelsberg
- Elsenberg
- Emling
- Englschulding
- Fenkenöd
- Flaring
- Forach
- Frauenvils
- Fraunberg
- Fürstbach
- Gänsöd
- Gebensbach
- Geiering
- Geislbach
- Geratsberg
- Glockshub
- Granting
- Großköchlham
- Großschaffhausen
- Gröttelsberg
- Grub
- Grund
- Haidstetten
- Hainöd
- Hauseck
- Hauslehen
- Hepfenau
- Hiendlhub
- Hienfurth
- Hilpolding
- Hinterwimm
- Höch
- Hochöd
- Höck
- Hof
- Hofstätt
- Holreis
- Holzhäusl
- Holzheu
- Holzlehen
- Holzmann
- Holzmann hinterm Holz
- Hörgersdorf
- Hubenstein
- Hudlberg
- Hungerau
- Jettenstetten
- Johannrettenbach
- Kalmhub
- Kalmhuber
- Kammerlehen
- Kienraching
- Kirchlern
- Kleinköchlham
- Kleinschaffhausen
- Kleinstockach
- Köglreit
- Kronberg
- Kronsöd
- Krottenthal
- Lain
- Laushub
- Lederstätt
- Lehen
- Maierhof
- Maiselsberg
- Mögling
- Moos
- Moosen (Vils)
- Moosknappen
- Mühlberg
- Mühlhof
- Neuhub
- Numberg
- Oberhofkirchen
- Oberriesbach
- Oberwambach
- Öd am Holz
- Osen
- Permering
- Pfaffing
- Polzham
- Ratzing
- Reckenbach
- Reichennehaid
- Reichvils
- Roßmais
- Rottberg
- Schabel am Moos
- Schnappberg
- Schnaupping
- Schnircklaich
- Schönau
- Schrafstetten
- Schweinhub
- Seilstorf
- Seisenberg
- Siebmühle
- Solching
- Stadl
- Staudhausen
- Stiglgrub
- Straß
- Taufkirchen (Vils)
- Tegernbach
- Überkam
- Unterhofkirchen
- Unterriesbach
- Uttenberg
- Valtlstraß
- Vieth
- Vötting
- Wambach
- Wanding
- Waxenberg
- Weg
- Weinberg
- Wetzling
- Wicheling
- Wies
- Winkl
- Zeil
- Zeilding
- Zieglhub

Es gibt die Gemarkungen Eibach (nur Gemarkungsteil 1), Gebensbach, Hubenstein, Hofkirchen, Moosen (Vils), Taufkirchen (Vils), Wambach,

## Geschichte

### Bis zum 18. Jahrhundert
Die Gründung Taufkirchens dürfte in das 7. und 8. Jahrhundert, also in die Zeit der Christianisierung fallen. Wahrscheinlich wurde nahe der Vils eine – sicherlich hölzerne – Taufkirche gebaut, die einem Freiengeschlecht und dem späteren Ort den Namen gab. Zur damaligen Zeit gehörte Taufkirchen zur alten Pfarrei Moosen, die bereits 769 unter Herzog Tassilo erstmals erwähnt wird. Während dieser Zeit hatte Taufkirchen nur das Taufrecht. Erst 1263 ist in einem Streit mit Moosen die Taufkirchner Kirche als Pfarrkirche genannt.
Das Freiengeschlecht der Edlen „de taufkirchen“ lässt sich bis ins 13. Jahrhundert nachweisen. Nach 1263 sind keine urkundlichen Nachweise der Edlen von Taufkirchen mehr zu finden. Das Wasserschloss Taufkirchen wird um 1263 ausdrücklich erwähnt und bildet fortan die Kernzelle, aus der sich der Ort entwickelte. Die jeweiligen Schlossherren waren die Grund- und Gerichtsherren im Ortsbereich und der nächsten Umgebung. Da ihr Grundbesitz zur Hofmark erhoben wurde.
Ab 1377 kamen die Herren von Fraunberg als Besitzer von Taufkirchen vor. Im Heiligen Jahr 1500 durchzogen viele Pilger auf ihrer Romreise durch Taufkirchner Gebiet, was aus der Straßenkarte von Erhard Etzlaub aus diesem Jahr hervorgehen dürfte. Im Jahre 1522 kam Ladislaus von Fraunberg aus der Haager Linie in den Besitz von Taufkirchen. Mit ihm brachen die Wirrnisse und Unruhen der Glaubensspaltung über den Ort herein. Um sich die Mittel für seine glänzende Hochzeit zu verschaffen, verkaufte er 1554 Schloss und Hofmark für 41.000 Gulden an den Kaufmann Hans Jakob Fugger.
Von da an bis 1672 herrschten die Grafen Fugger in Taufkirchen. Sie setzten alles wieder in einen guten Zustand und Hans Jakob Fugger ließ einen Zwinger um das Schloss errichten, durch den man sich im Kriegsfall verteidigen konnte. Der Altar in der Schlosskapelle trägt auch ihr Wappen. 1609 wurde erstmals ein „Schulmeister“ am Ort erwähnt. Unter den Fuggern kam eine schwere Zeit über Taufkirchen, insbesondere während des Dreißigjährigen Krieges. Am 13. Mai 1632 fielen die Schweden in Taufkirchen ein und im Jahre 1633 waren die Kaiserlichen im Ort. 1634 kamen wieder die Schweden und besetzten bis 1648 abwechselnd mit den Franzosen die Gegend. Das Bräuhaus wurde 1642 während der Fuggerherrschaft gebaut.

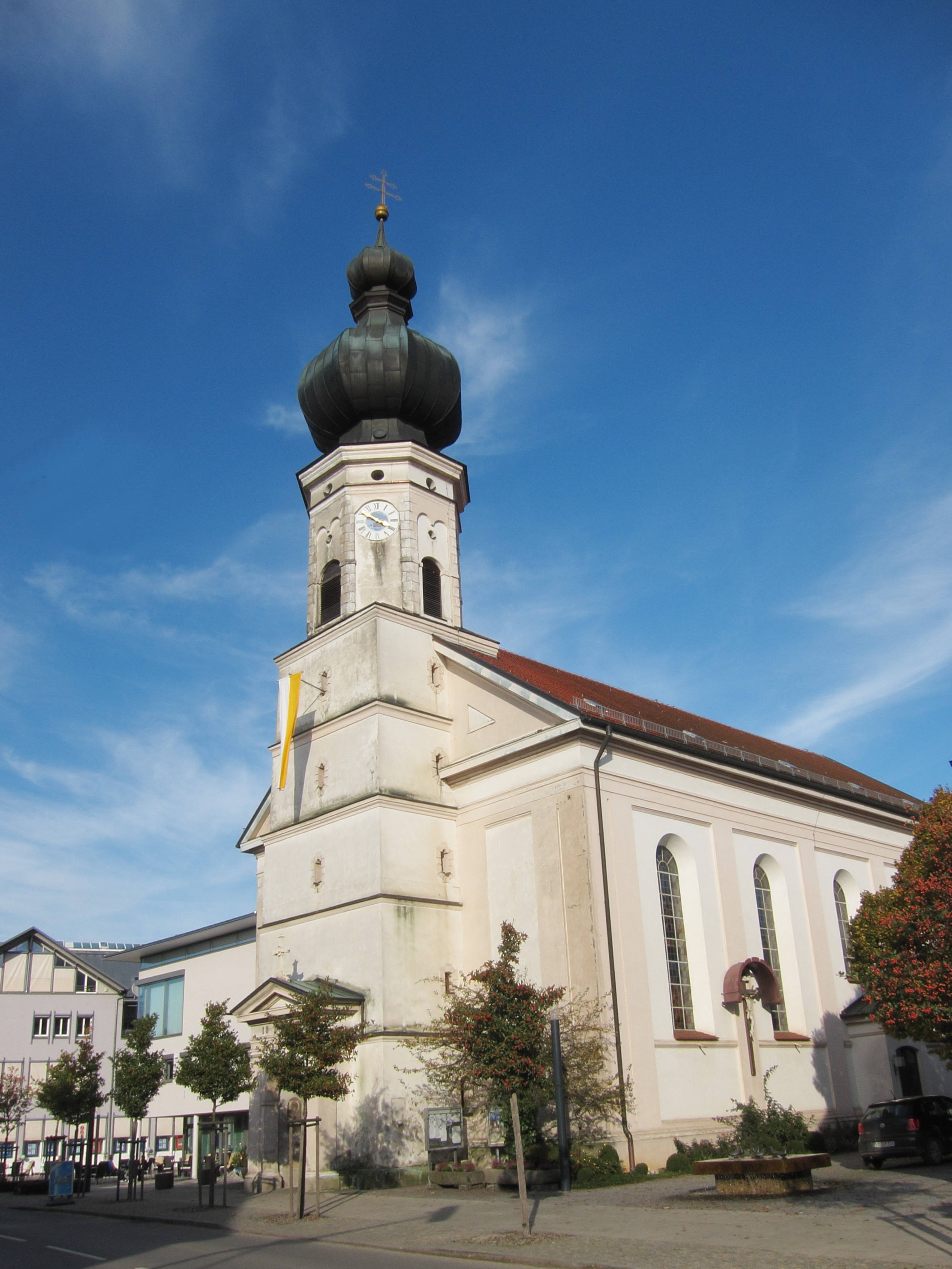
Pfarrkirche St. Pauli Bekehrung

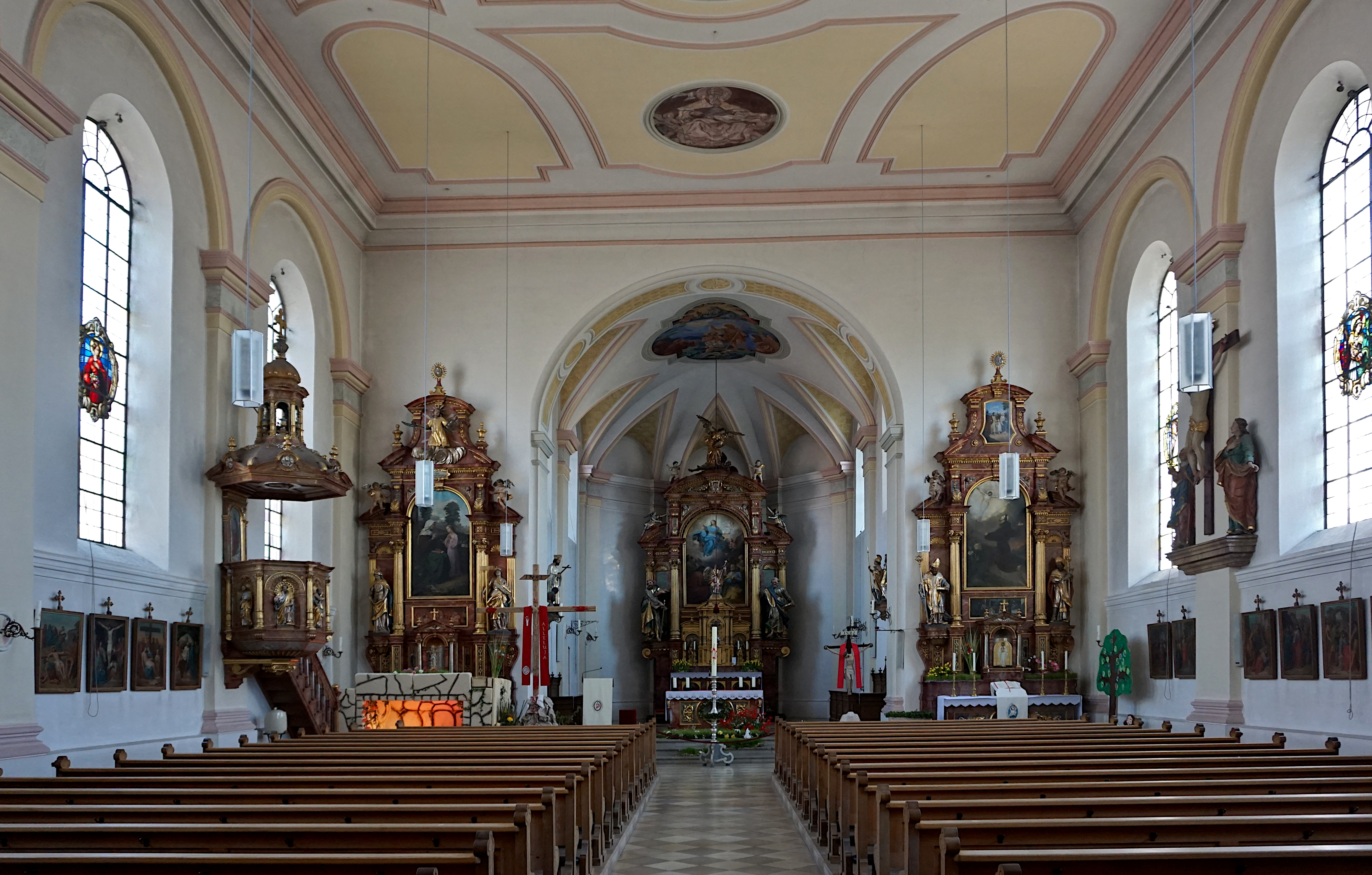
Innenraum der Pfarrkirche

Durch die wiederholten kriegerischen Ereignisse wurde das Vermögen der Fugger in Anspruch genommen und das Schloss musste 1658 an den Reichsfreiherrn Ferdinand von Puech zwangsversteigert werden. Die Freiherrn von Puech herrschten als Schlossbesitzer von 1672 bis 1723 in Taufkirchen. Baron Adam von Puech erweiterte die Hofmark um die Orte Frauenvils, Aham, Schaffhausen, Reckenbach, Eldering, Adlberg, Heldering, Stadl, Wegmann, Kirchlern. Nachdem Adlberg zu seiner Hofmark gehört hatte, verlegte Adam von Puech kurzerhand den Adlberger Markt nach Taufkirchen. Adam von Puech starb im Jahre 1722 kinderlos; in der Folgezeit wechselten die Besitzverhältnisse für das Schloss und die zugehörigen Güter recht häufig.
Jahrhundertelang war das Schloss der wirtschaftliche Mittelpunkt des Ortes, was aus den beiden von Kupferstecher Wening 1699 angefertigten Ansichten vom Schloss Taufkirchen hervorgeht. Die meisten Ortsbewohner arbeiteten als Knechte, Mägde, Taglöhner und Handwerker bei der Herrschaft. Über eigene Höfe und Werkstätten verfügten sie aber nicht.

### Ab 1818
Das bayerische Gemeindeedikt von 1818 führte zur Bildung der heutigen Gemeinde. Es bestand aber zudem noch ein Patrimonialgericht II. Klasse. Die letzten Reste der Adelsherrschaft wurden 1848 aufgehoben.
1917 gründeten Taufkirchener Bürger eine Genossenschaft und kauften das Schloss mit 800 Tagwerk Grund und der zugehörigen Brauerei.

### Ab 1945
1948 begann die industrielle Polstermöbelfertigung im Himolla-Werk, das schnell größter Arbeitgeber der Gemeinde wurde.
Im Jahr 1979 wurde der katholische Pfarrverband Taufkirchen (Vils) gegründet, der seitdem die vier bestehenden Pfarreien Taufkirchen, Moosen, Wambach und Hofkirchen umfasst.

### Eingemeindungen
Taufkirchen an der Vils wurde bei der Gebietsreform am 1. Januar 1972 mit den ehemaligen Gemeinden Gebensbach, Hofkirchen, Moosen (mit dem am 1. Oktober 1925 eingemeindeten Hubenstein) und Wambach sowie einem Teil der Gemeinde Eibach politisch zu einer Großgemeinde zusammengeschlossen.

### Einwohnerentwicklung
Gemäß Bayerischem Landesamt für Statistik (GENESIS-Datenbank) bzw. der Gemeindeverwaltung haben sich die Einwohnerzahlen jeweils zum 31. Dezember eines Jahres wie folgt entwickelt:
| Jahr      | 1960  | 1970  | 1980   | 1990   | 1995   | 2000   | 2005   | 2007   | 2009   | 2011   | 2012   | 2013  |
| --------- | ----- | ----- | ------ | ------ | ------ | ------ | ------ | ------ | ------ | ------ | ------ | ----- |
| Einwohner | 6.608 | 7.791 | 8.041  | 8.137  | 8.196  | 8.676  | 8.937  | 8.967  | 8.962  | 9.163  | 9.265  | 9.377 |
|           |       |       |        |        |        |        |        |        |        |        |        |       |
| Jahr      | 2014  | 2015  | 2016   | 2017   | 2018   | 2019   | 2020   | 2021   | 2022   | 2023   | 2024   |       |
| Einwohner | 9.566 | 9.750 | 10.061 | 10.100 | 10.107 | 10.290 | 10.440 | 10.550 | 10.812 | 10.949 | 11.042 |       |

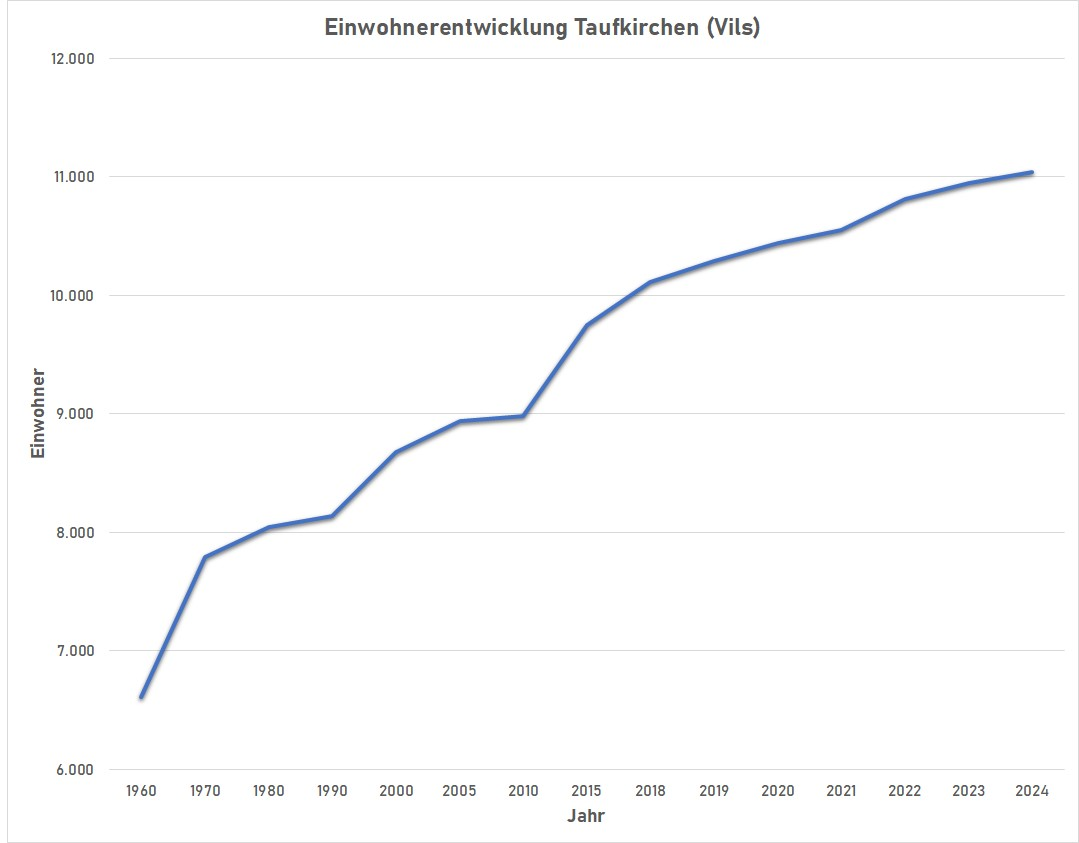
Einwohnerentwicklung zwischen 1960 und 2024

- Seit 1972, dem Jahr der Gemeindereform, hat sich die Einwohnerzahl bis 2015 um 1728 Personen erhöht. Das entspricht einem Wachstum von 22,36 Prozent. In den letzten zehn (fünf) Jahren nahm die Einwohnerzahl um 9,40 (6,41) Prozent zu.
- Zwischen 1988 und 2018 wuchs die Gemeinde von 7.851 auf 10.107 um 2.256 Einwohner bzw. um 28,7 %.

## Politik

### Gemeinderat
Der Gemeinderat von Taufkirchen besteht aus dem ersten Bürgermeister und vierzwanzig Gemeinderäten. Zur Ausübung seiner Aufgaben besitzt der Gemeinderat zwei ständige Ausschüsse, den Grundstücks- und Bauausschuss, sowie den Rechnungsprüfungsausschuss. Hinzu kommen insgesamt 15 Referate, die sich mit den speziellen Fragen der Gemeindepolitik auseinandersetzen.
Die Kommunalwahl vom 15. März 2020 führte für die Wahlperiode 2020–2026 zu folgender Sitzverteilung:

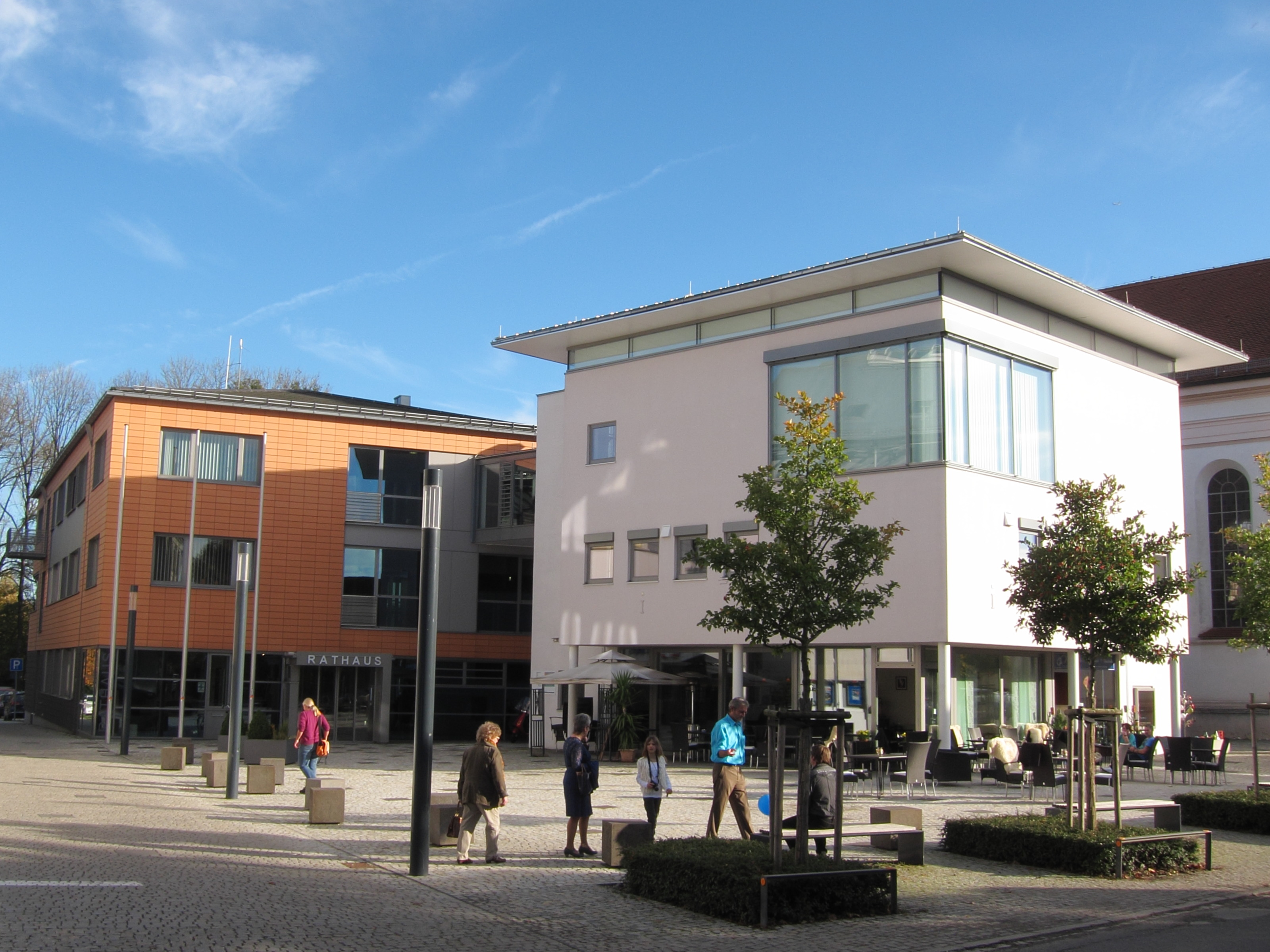
Rathaus

| Partei / Liste                            | Sitze |
| CSU                                       | 9     |
| Freie Wähler                              | 4     |
| SPD                                       | 3     |
| Einigkeit Moosen (EiMo)                   | 3     |
| AfD                                       | 3     |
| Wahlgemeinschaft Gebensbach–Wambach (WGW) | 2     |

### Bürgermeister
Erster Bürgermeister seit Mai 2020 ist Stefan Haberl (CSU). Sein Vorgänger von 1996 bis 2020 war Franz Hofstetter (CSU).

### Wappen
|                                 | Blasonierung: „Unter rotem, mit einem silbernen Pfahl belegten Schildhaupt in Blau eine silberne Rundkapelle in romanischen Bauformen.“ |
| Wappenführung seit 8. März 1954 | |

### Raumordnung
Die Gemeinde beteiligt sich am 1997 gebildeten Ostbündnis. Zusammen mit Dorfen bildet Taufkirchen (Vils) seit 2018 ein Mittelzentrum.

### Gemeindepartnerschaften
Seit 1999 besteht eine Partnerschaft mit der Stadt West Chicago im US-Bundesstaat Illinois.

## Kultur und Sehenswürdigkeiten

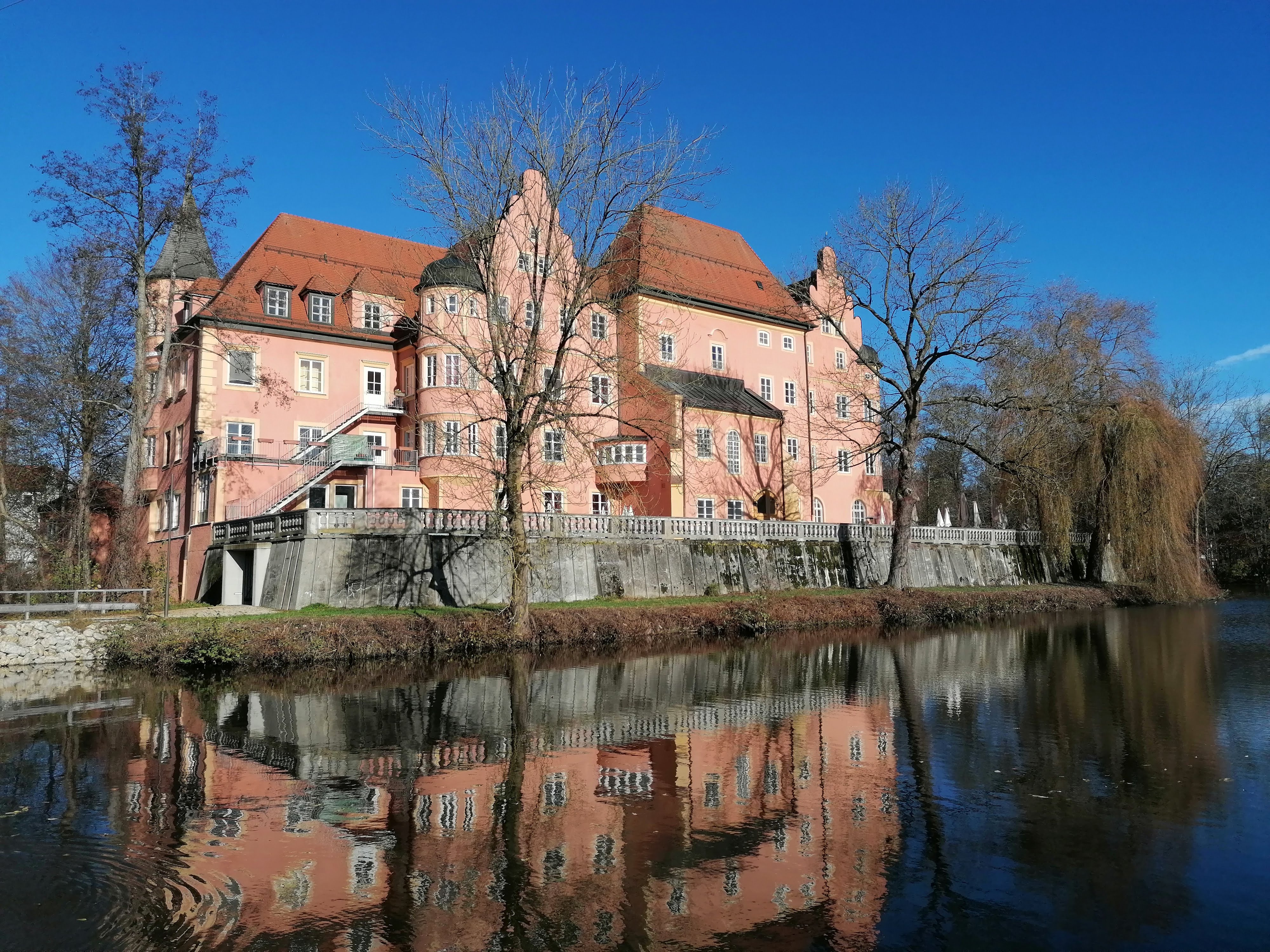
Wasserschloss Taufkirchen (Vils) von Süden

### Bauwerke
- St. Pauli Bekehrung in Taufkirchen (Vils)
- Wasserschloss Taufkirchen, 1263 erstmals erwähnt
- Johanneskirche,[15] 1956 erbaut von Olaf Andreas Gulbransson
- Urzeitmuseum, mit Bayerns größten Dinosaurierskelett, einem Dinopark mit über 20 lebensgroßen Modellen und den Knochen von zwei Urzeit-Elefanten;[16] Kulturpreis 2020 des Landkreises Erding[17][18]

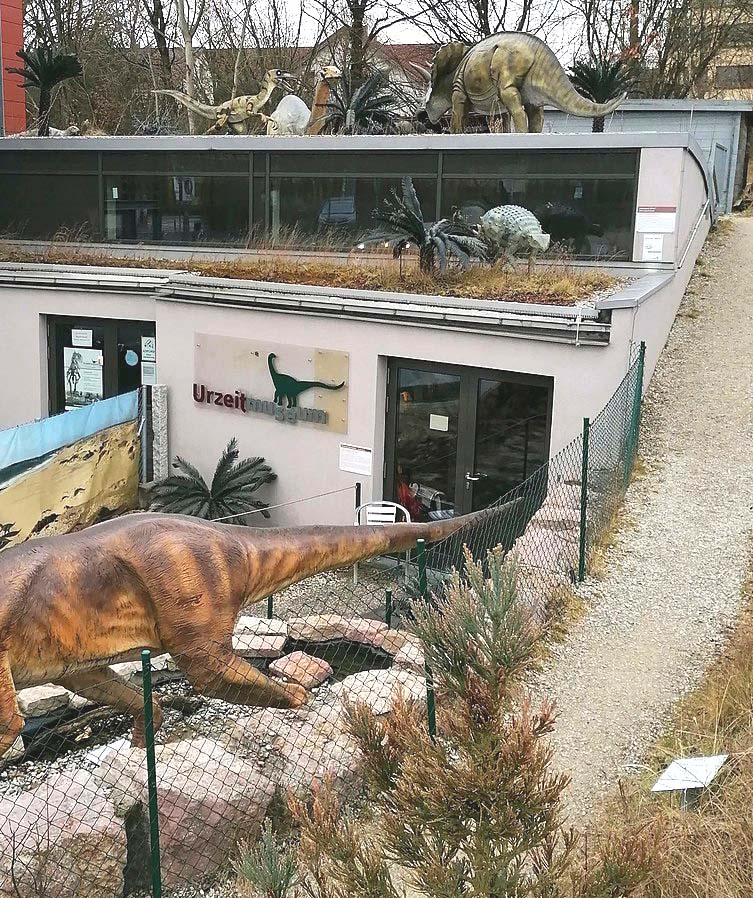
Blick auf den Eingang des Urzeitmuseums

- Waldbad Taufkirchen, beheiztes Freibad seit 1968[19]
- Weidenhain S-amhain, rund 8000 m² großer Weiden- und Skulpturenpark[20] Weiden- und Skulpturenpark

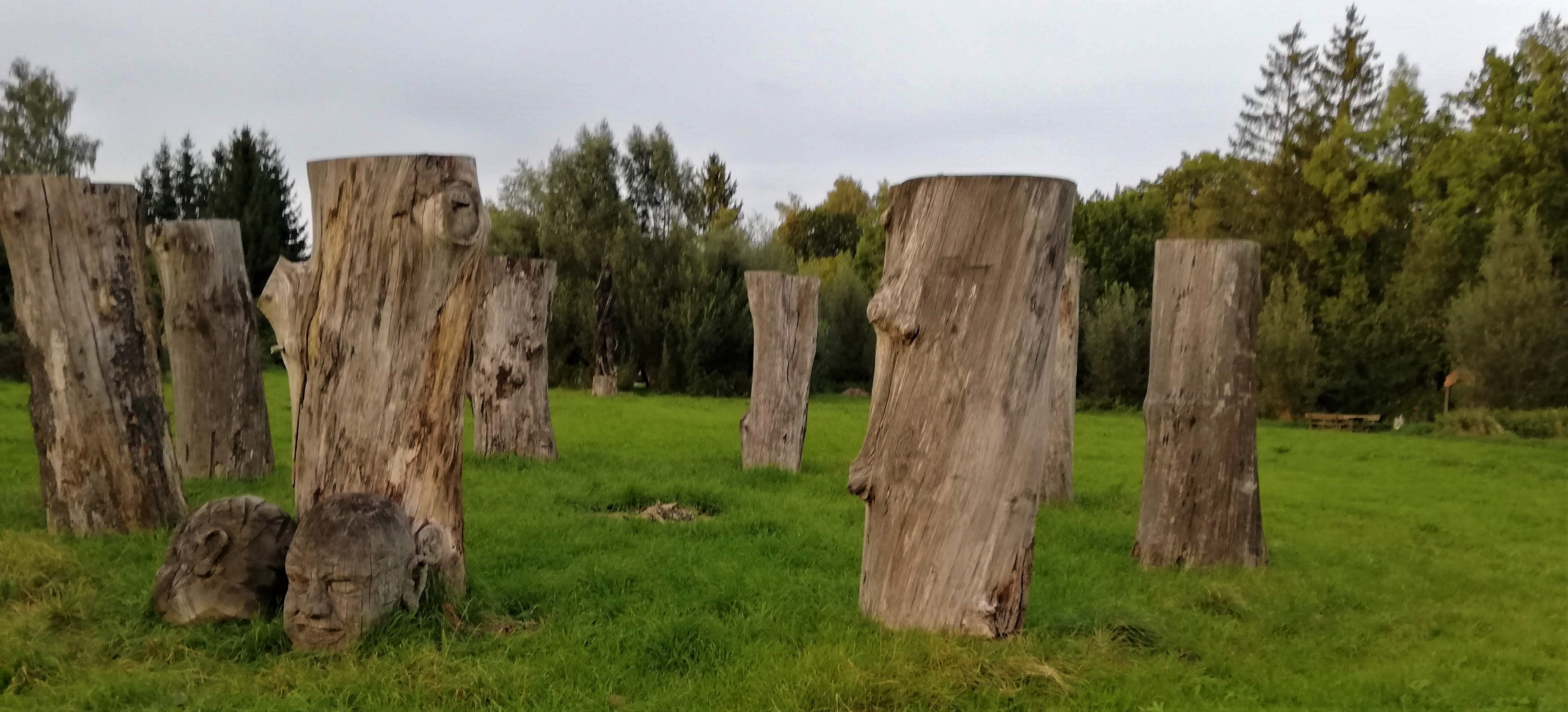
Weiden- und Skulpturenpark

- Kinocafé Taufkirchen (Vils), seit 1952[21]
- Bücherei Taufkirchen (Vils), seit 1966, heute mit über 16.000 Medien im Bestand[22]
- Kulturhaus Taufkirchen (Vils), Event-Location für Musik- und Kulturveranstaltungen[23]

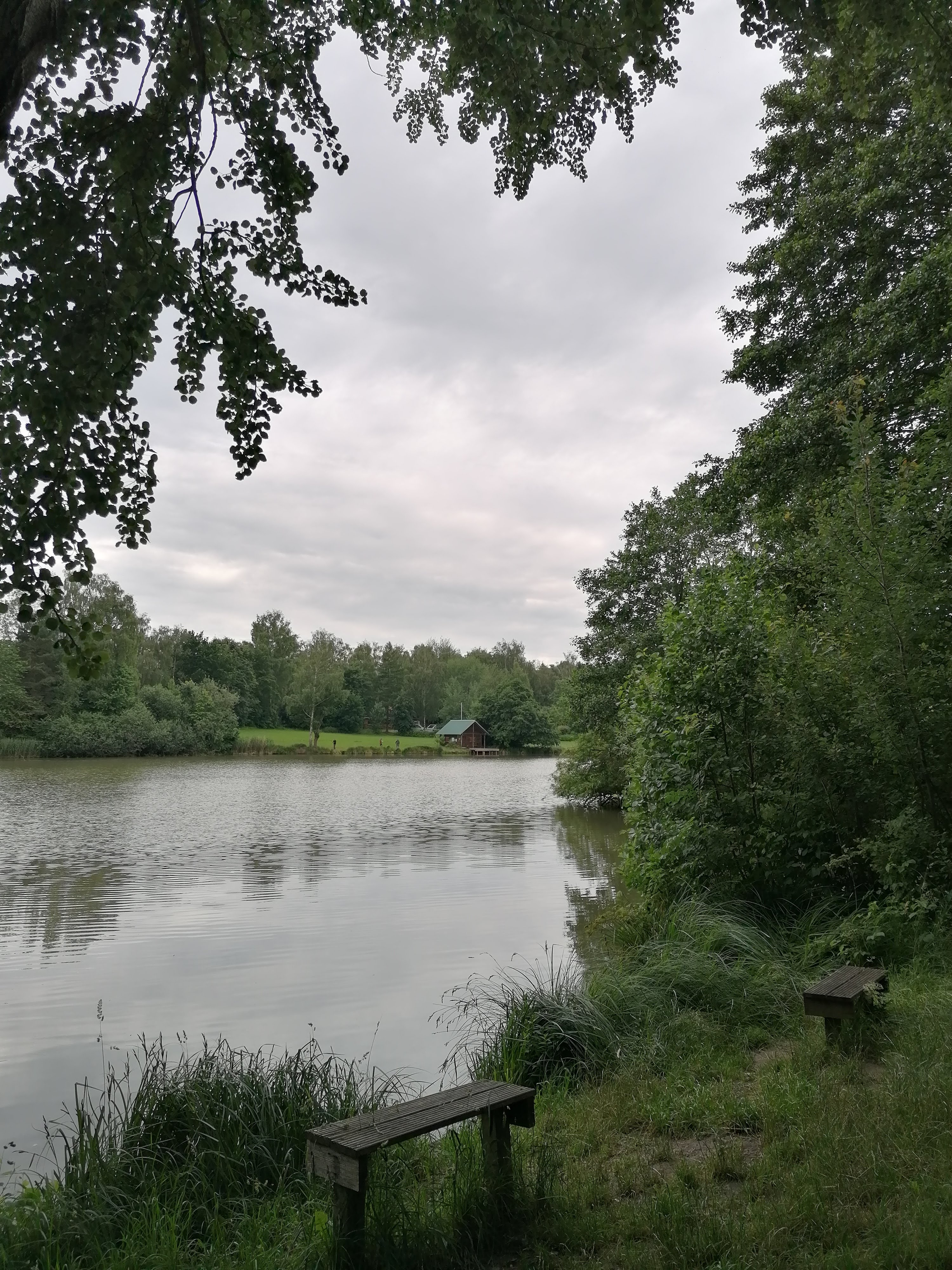
Erlensee

- Erlensee, Moor-Badesee mit Campingplatz und Gasthaus ErlenseeHeimatkundliches Gemeindearchiv, seit 2020, Museum und Dokumentesammlung zur Geschichte Taufkirchens[24]
- Zwergerlwald, im Wald gelegene und überregional bekannte Attraktion mit über 500 Zwergen und einer kleinen Kapelle[25]
- Begehbares Kunstwerk „Meditationsraum“ des Münchener Künstlers Rupprecht Geiger im Park der Taufkirchener Klinik[26]

### Regelmäßige Veranstaltungen
Als eine Art Start in die Frühlingszeit wird seit 2018 jeweils im März im Wasserschloss und auf der Schlosswiese der Taufkirchner Trachtenmarkt veranstaltet, der mit zahlreichen Ausstellern rund um das Thema Tracht und Brauchtum aufwartet.
Am Wochenende nach Christi Himmelfahrt wird in der Landshuter Straße und in der Bräuhausstraße der Adlberger Markt, dessen Ursprung bereits auf das Jahr 1689 zurückgeht, veranstaltet. Den Höhepunkt bildet dabei ein großes Straßenfest am Abend mit Live-Musik.
Seit 1960 wird jährlich in der zweiten Juliwoche ein Volksfest begangen, das zu den größten im Landkreis Erding gehört. Neben einem großen Festzelt und diversen Hütten werden dabei jährlich auch umfangreiche Rahmenprogramme organisiert und zahlreiche Fahrgeschäfte angeboten.
Am traditionellen Wochenende (der 3. Sonntag im Oktober) der bayerischen Kirchweih findet im Wasserschloss Taufkirchen der TaufKirtamarkt statt. Alljährlich präsentieren und verkaufen etliche Aussteller aus allen Bereichen des Kunsthandwerks hier ihre Erzeugnisse.
Am selben Ort wird seit 1995 jährlich am 2. Adventswochenende der Advent im Schloss veranstaltet. Dieser Weihnachtsmarkt stellt eine Besonderheit dar, da die erzielten Verkaufserlöse zu großen Teilen sozialen Einrichtungen zufließen.
Im musikalischen Bereich genießen der Jazz im Schloss (seit 1995) und das Elektronic Open Air & Indoor Festival im Waldbad Taufkirchen (seit 2014) eine überregionale Bekanntheit.

### Vereinsleben

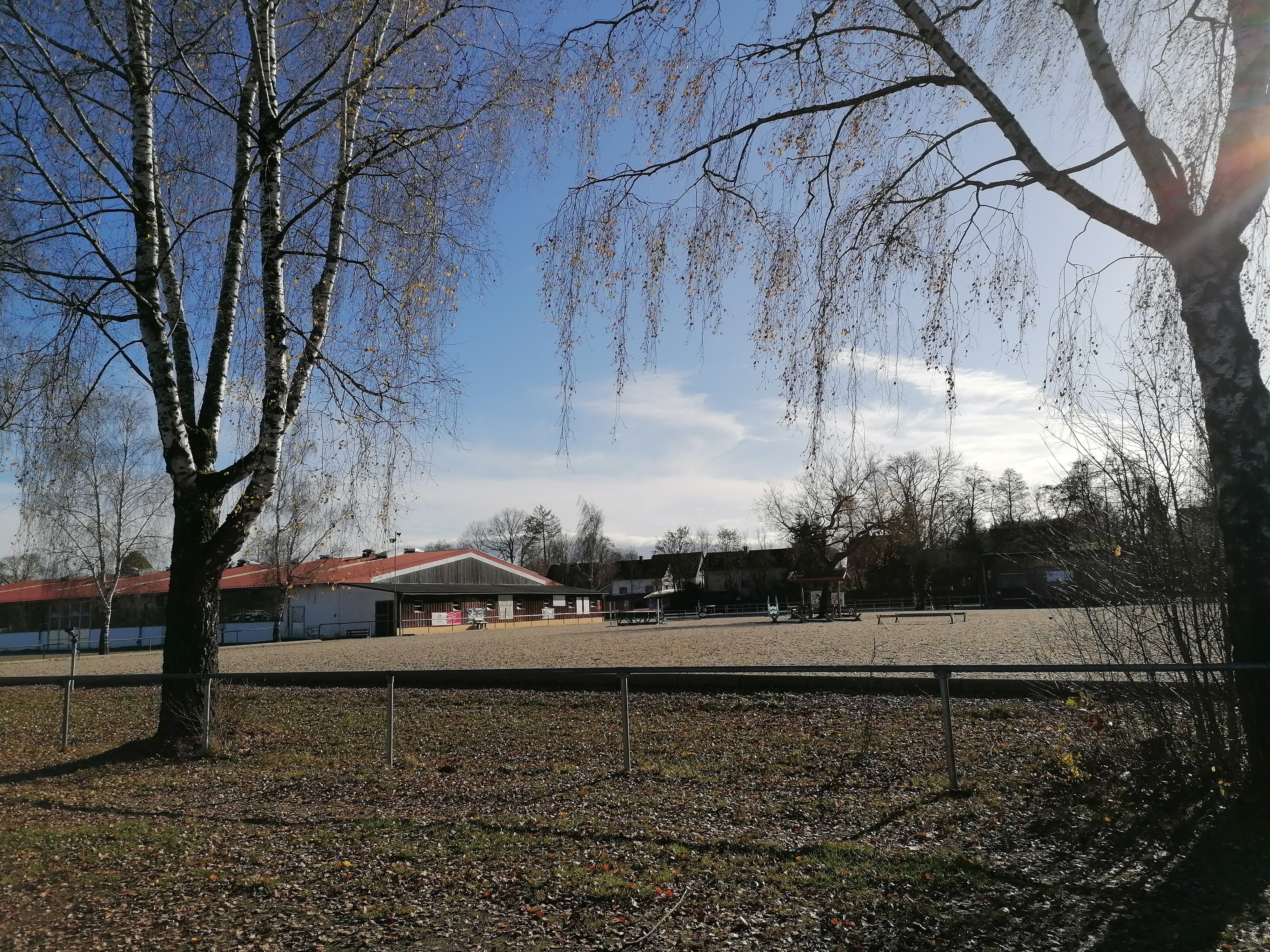
Blick auf Reitplatz und Reithalle Taufkirchen (Vils)

- 1893 TSV 1893 Taufkirchen/Vils e. V. mit über 1500 Mitgliedern[29]
- 1899 Heimat- und Verschönerungsverein Taufkirchen (Vils); Kulturpreis 2007 des Landkreises Erding[30]
- 1955 Liedertafel Taufkirchen (Vils); Kulturpreis 2000 des Landkreises Erding[31]
- 1959 Reit- und Fahrverein Taufkirchen/Vils mit etwa 400 Mitgliedern[32]
- 1960 BSG Ball Sport Gemeinschaft Taufkirchen mit rund 550 Mitgliedern[33]
- 1978 Sektion Taufkirchen/Vils des Deutschen Alpenvereins (DAV) mit rund 1380 Mitgliedern (Stand: 31. Dezember 2021)[34]
- 1994 SOVIE – Soziale Verantwortung in Eigeninitiative e. V.; Tassillo-Kultursozialpreis 2016 der Süddeutschen Zeitung[35]
- 2000 OASE-Lebenskreis e. V. zur Förderung und Wahrung der Menschlichkeit; Bürgerkulturpreis 2004 des Bayerischen Landtags[36]
- 2008 Taufkirchener Tafel mit über 70 ehrenamtlichen Mitarbeitenden[37]
- 2011 BSV Bogen- u. Sportverein Taufkirchen/Vils e. V. mit über 60 Mitgliedern[38]

## Wirtschaft und Infrastruktur

### Unternehmen
Der größte Arbeitgeber im Ort und im östlichen Landkreis ist der Polstermöbelhersteller Himolla mit 1100 Arbeitsplätzen.

Mit seinen rund 700 Beschäftigten ist das Kbo-Isar-Amper-Klinikum der zweitgrößte Arbeitgeber. Das Fachkrankenhaus für Psychiatrie und Psychotherapie verfügt über 180 Betten zur stationären Versorgung von Patienten. Hinzukommen 154 Betten in den Stationen der 1998 eröffneten Frauenforensik. 

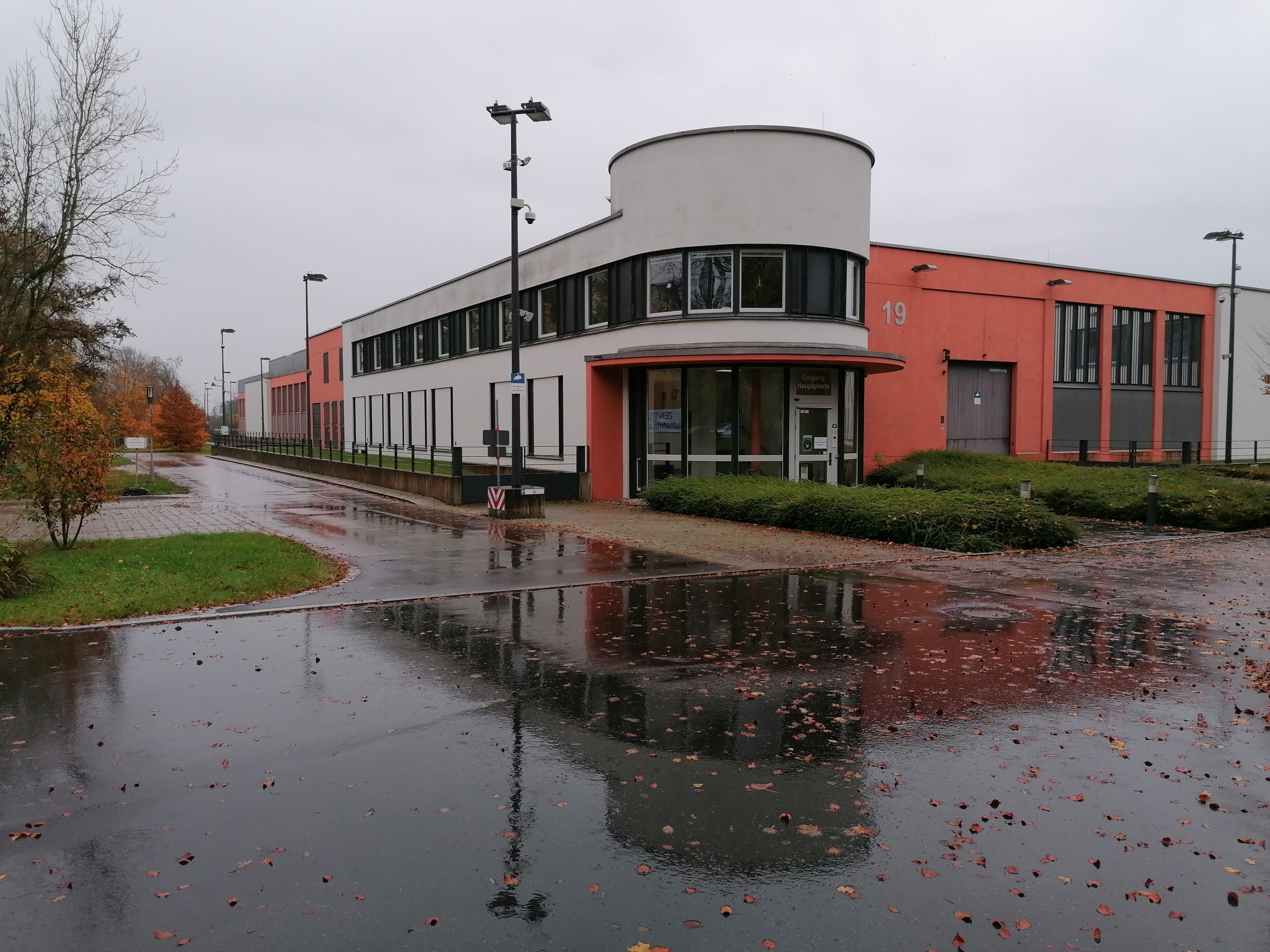
Frauenforensik Taufkirchen (Vils) – Blick auf die Hauptpforte

Die 1948 gegründete Spedition Fürmetz betreibt knapp 200 Lkw und beschäftigt mehr als 200 Mitarbeiter.

Auch ist die bereits 1642 gegründete Brauerei Taufkirchener mit ihren Biersorten und dem Angebot an alkoholfreien Getränken eine regionale Größe. 

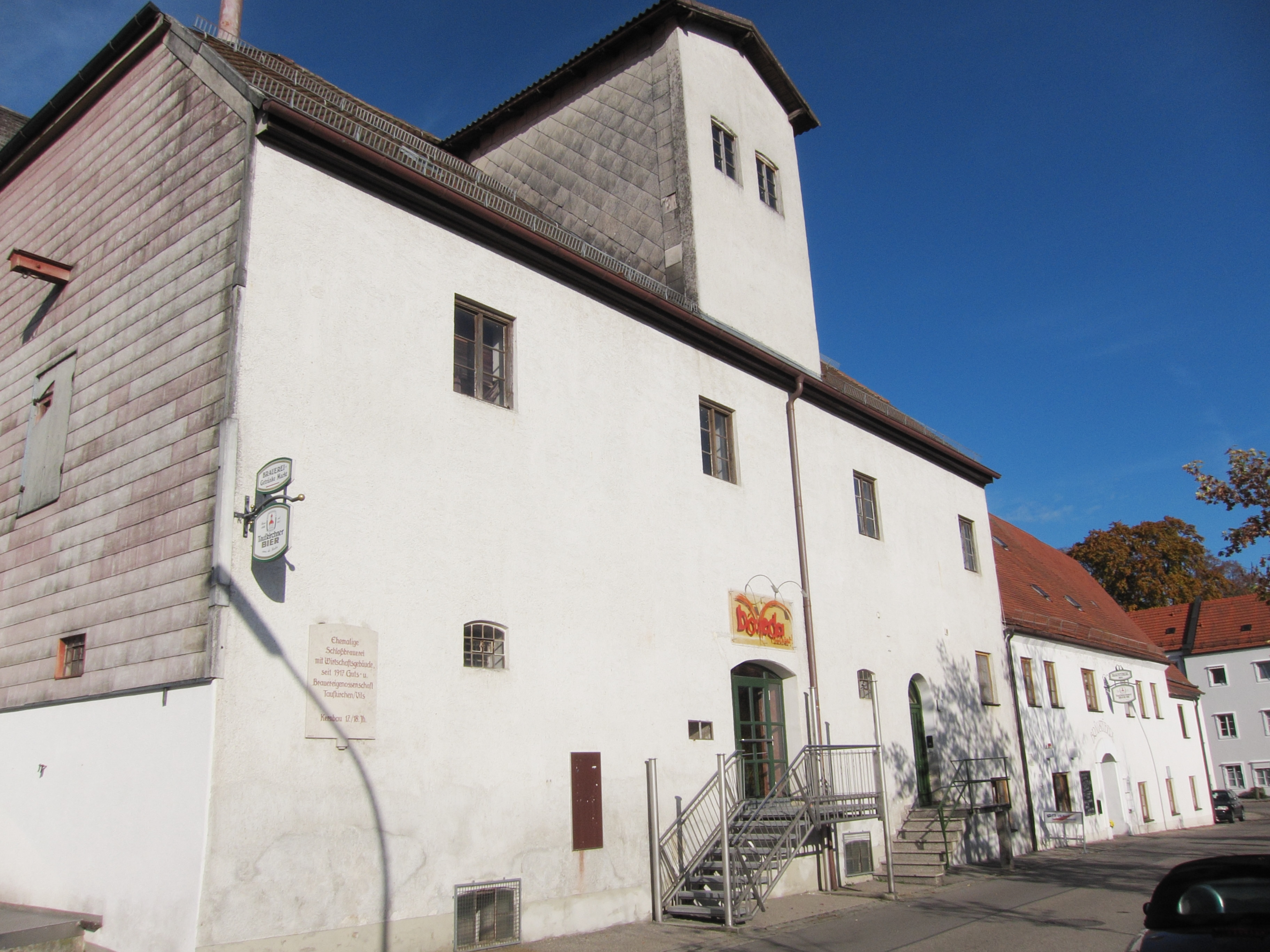
Brauerei Taufkirchen (Vils)

In Taufkirchen befindet sich der Hauptsitz der 2001 gegründeten und mittlerweile 13 Standorte zählenden Raiffeisen-Waren GmbH Erdinger Land.
Seit 2010 gibt es die Gemeindewerke Taufkirchen, die die Region mit Strom, Erdgas und Fernwärme versorgen.

### Bildung

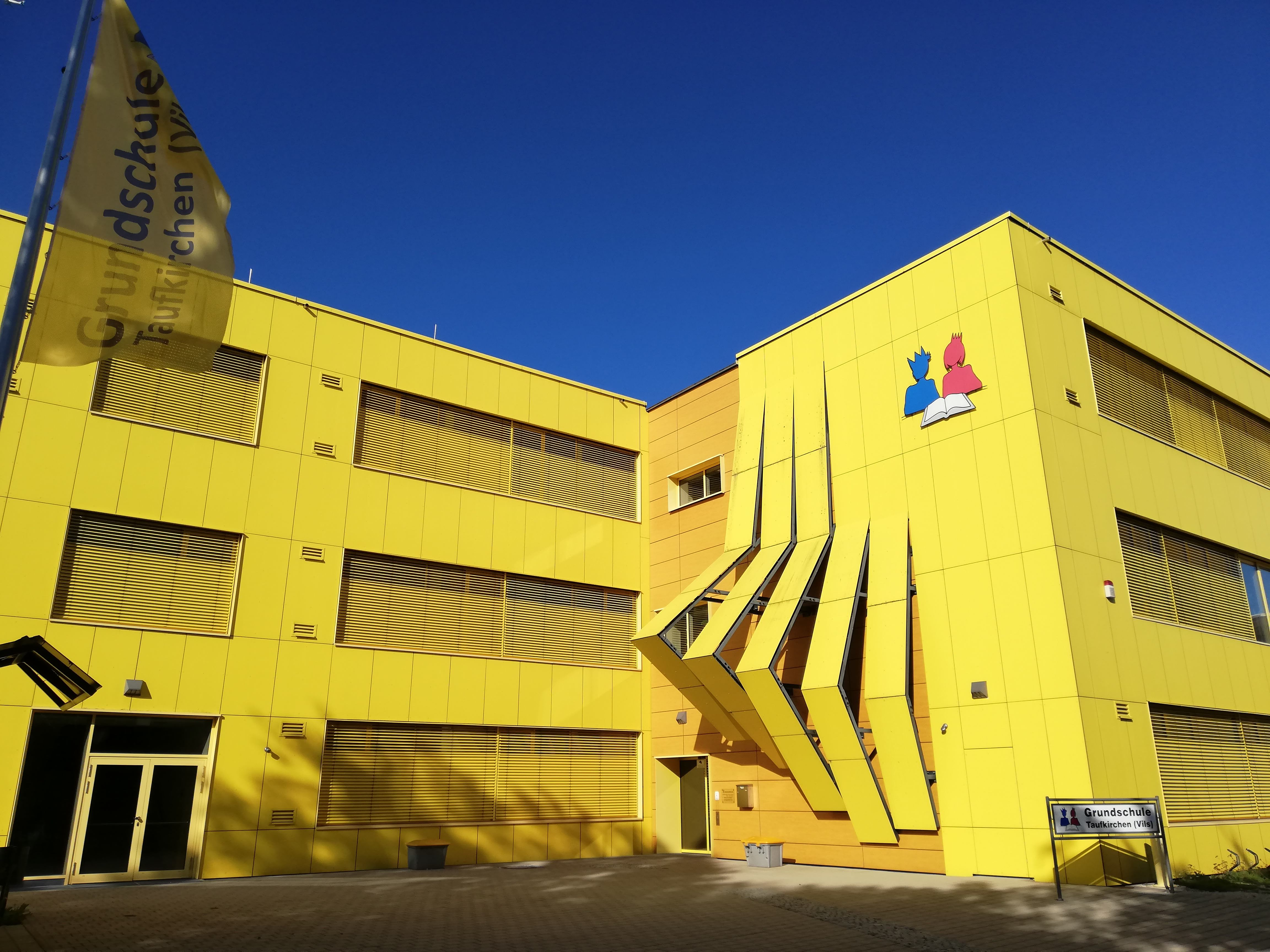
Grundschule Taufkirchen (Vils)

In der Gemeinde gibt es zwei Grundschulen, eine Mittelschule, eine Realschule und eine Berufsfachschule für Gesundheits- und Krankenpflege.
Für geplante 37 Millionen Euro wird aktuell ein Ersatzneubau der Mittelschule und einer modernen Mehrzweckhalle realisiert. Das Projekt soll bis Mitte 2023 abgeschlossen sein und den Bildungsstandort und dessen Möglichkeiten nachhaltig verbessern.
Im Schuljahr 2017/18 haben insgesamt über 1600 Schüler die Bildungseinrichtungen der Gemeinde besucht.
Die nächstgelegenen Gymnasien befindet sich in Dorfen und Erding.
Im kbo-Isar-Amper Klinikum Taufkirchen (Vils) ist die Berufsfachschule für Krankenpflege des Bezirks Oberbayern untergebracht.
Zudem bieten die Städte Landshut und Erding ein weiteres Bildungsangebot wie die Hochschule Landshut oder die Kreismusikschule Erding an.

### Verkehr

#### Straßen
Taufkirchen ist durch die Bundesstraßen B15 und B388 an das Straßensystem angebunden.
Die nächstgelegenen Autobahnen sind im Norden die A 92 (München–Deggendorf) und im Süden die A 94 (München–Passau), die beide über die B15 erreichbar sind.
Zur Entlastung Taufkirchens vom Durchgangsverkehr ist seit Jahrzehnten für die B388 eine Umfahrung im Norden der Stadt in der Planung. Der Spatenstich erfolgte am 21. März 2023. Mit der Fertigstellung wird Ende 2027 gerechnet.
Im Tal der Großen Vils verläuft ein Rad- und Gehweg auf der Trasse der ehemaligen Bahnstrecke Dorfen–Velden von Schnaupping erst nördlich bis Taufkirchen und dann östlich bis Reichvils.
Eine ÖPNV-Anbindung besteht mit der MVV-Buslinie 562 nach Erding. Nach Dorfen gibt es eine Verbindung mit der MVV-Buslinie 9403 (bzw. per Ruftaxi 5403) – dort besteht Anschluss an die Bahnlinie München-Mühldorf.
Seit 2013 gibt es einen Gemeindebus, der innerhalb des Ortes im Halbstundentakt insgesamt 27 Stationen anfährt. Ab Ende Januar 2020 ist die Nutzung für alle Menschen sogar völlig kostenlos, um den innerörtlichen Individualverkehr zu reduzieren und somit auch einen Beitrag zum Umweltschutz zu leisten.

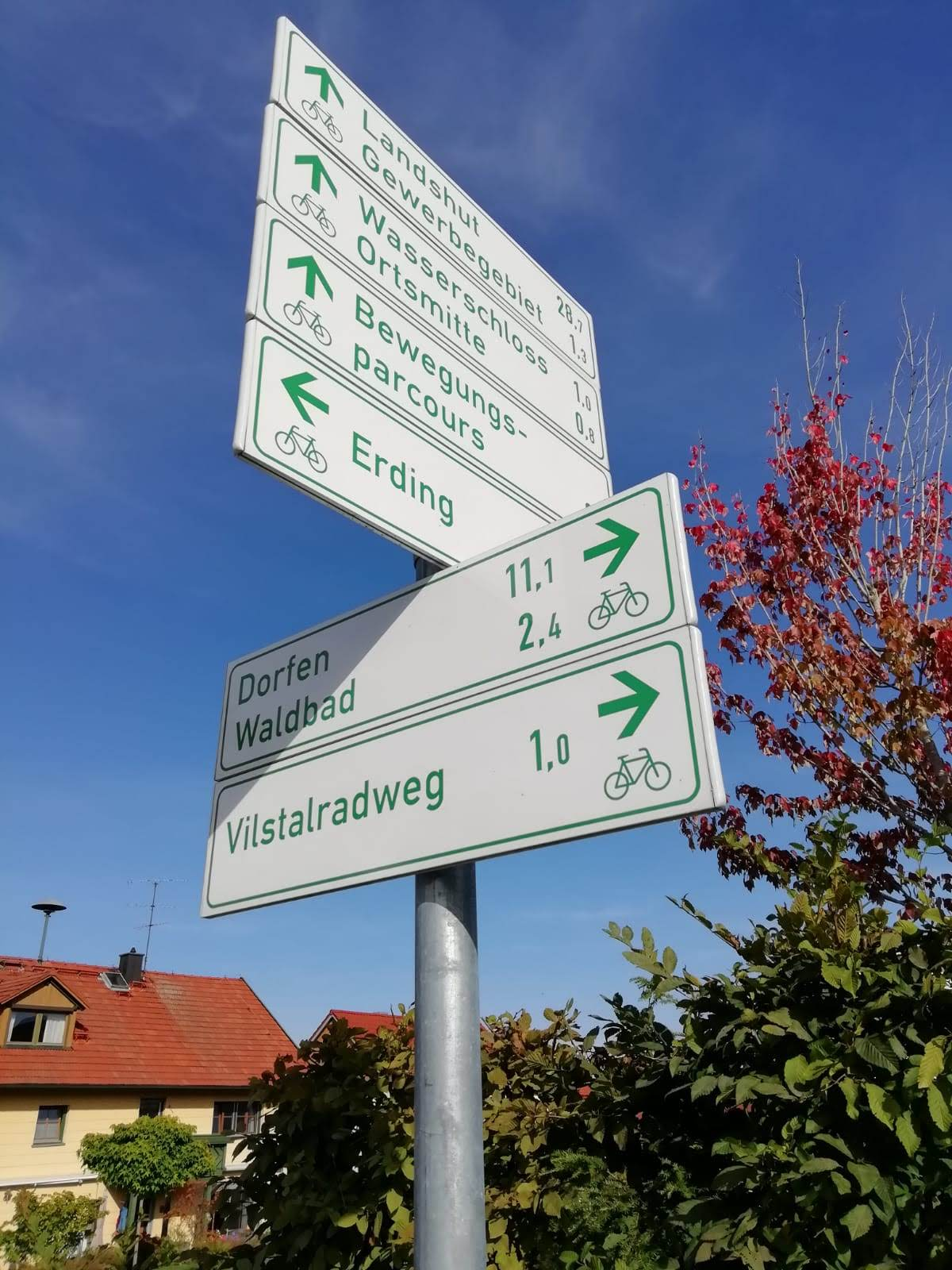
Radwege im Ort

#### Eisenbahn
Der Ort hatte von 1898 bis 1993 einen Bahnhof an der Bahnstrecke Dorfen–Velden. Die nächstgelegenen Bahnhöfe befinden sich in Dorfen (Regionalbahn) und Erding (S-Bahn). Sie bieten eine gute Verbindung nach München und Mühldorf am Inn.

#### Fahrradwege
Taufkirchen verfügt über ein dichtes und wachsendes Netz an Radwegen innerhalb der Gemeinde, sowie nahezu durchgehende Verbindungen nach Dorfen, Erding oder Landshut. Zudem liegt der Ort am 113 Kilometer langen Vilstalradweg, der über Velden und Vilsbiburg bis nach Vilshofen an der Donau führt.

## Persönlichkeiten
- Johann Jakob Fugger (1516–1575), erwarb das Wasserschloss 1554. Er und seine Familie ließen es in der Folgezeit umfangreich ausbauen.
- Alexander von Moreau (1860–1937), königlich bayerischer, anschließend freistaatlich bayerischer Regierungsbeamter.
- Josef Martin Bauer (1901–1970), Schriftsteller (u. a. So weit die Füße tragen), wurde in der Landshuter Straße 10 geboren. An seinem Geburtshaus ist eine Gedenktafel angebracht.
- Michael Gentsch (* 1955), Ruderer und Staatssekretär Sachsen-Anhalts
- Benedikt Hummel (1901–1996), Chirurg und Hochschullehrer
- Carl Hierl (1911–2003), Gründer des Unternehmens Himolla, des einst größten Polstermöbelherstellers Europas, der auch heute noch der größte Arbeitgeber der Gemeinde ist; Ehrenbürger der Gemeinde[51]
- Otto (Josef Martin) Lohner (1938–2007), Missionsbenediktiner und Abt von Güigüe in Venezuela.[52]
- Anton Mangstl (* 1949), Agrarwissenschaftler, Honorarprofessor
- Nico Forster (1962–2010), Manager, der maßgeblich für Renovierung und heutige Nutzung des Wasserschlosses verantwortlich war.
- Petra Müller (* 1971), ehemalige Sportschützin, wurde 1991 Europameisterin und Weltmeisterin mit dem Luftgewehr.[53]
- Robert Scharl (* 1992), Motocross- und Endurosportler, konnte schon zahlreiche Titel (bspw. Endurocross Europameister 2018/19) erfahren.
- Markus Tremmel (* 1968), Journalist, Moderator beim BR und Verleger.